# Kiziema
Kiziema (ros.) – osiedle typu miejskiego w północnej Rosji, na terenie obwodu archangielskiego w północno-wschodniej Europie.
Miejscowość liczy  3732 mieszkańców (1 stycznia 2005 r.).